# Ethnopsychiatrie
 (octobre 2022).
- Si vous ne connaissez pas le sujet, laissez ce bandeau (vous pouvez alors contacter les auteurs).
- Si vous supprimez le contenu mis en cause (vous pouvez préalablement contacter les auteurs),

argumentez précisément cette suppression dans la page de discussion
(un manque de référence n'est pas un argument ; une recherche réelle de référence doit avoir été effectuée, être formellement documentée).
 (juin 2012).
L'ethnopsychiatrie (ou psychiatrie transculturelle, de l'anglais transcultural psychiatry) est un domaine de recherche partageant objets et méthodes tant avec la  psychologie clinique qu'avec l'anthropologie culturelle. L'ethnopsychiatrie s'est intéressée aux désordres psychologiques en rapport à leur contexte culturel d'une part, aux systèmes culturels d'interprétation et de traitement du mal, du malheur et de la maladie d'autre part. Cette démarche clinique a connu une extension, engendrant des dispositifs originaux de prise en charge des souffrances psychologiques des populations migrantes. L'anthropologie politique critique le lien de l'ethnopsychiatrie avec la psychiatrie coloniale ainsi que son culturalisme.
Georges Devereux (1908-1985) est considéré comme le père fondateur de la discipline. Si l'anthropologue et psychanalyste hongrois Géza Róheim (1891-1953) a été successivement anthropologue et psychanalyste, s'il a souvent appliqué des grilles psychanalytiques aux phénomènes anthropologiques et quelquefois des interprétations anthropologiques à certaines problématiques psychiatriques, il n'a jamais fait d'ethnopsychanalyse.
Devereux appelait ethnopsychiatrie le domaine de recherche et ethnopsychanalyse la méthode afférente. Il a affirmé, à la suite de Ralph Linton, que la culture prescrivait à ses membres « la bonne façon d'être fou ». C'est comme si la société énonçait : « Vous ne devez pas être fou, mais si toutefois vous le devenez, voici la bonne manière de l'être ». › 

## Louis Mars et la naissance de l'ethnopsychiatrie
Louis Mars, un psychopédagogue haïtien qui s'intéressait tant au Vaudou qu'à la décolonisation, a utilisé le mot « ethnopsychiatrie » dans un texte apparu dans le « Bulletin de l'Association médicale haïtienne » . Plus tard le terme sera repris en France lors de la « Semaine des hôpitaux de Paris » du 19 décembre 1954 et au cours d'un séminaire dispensé par Georges Devereux à l'École pratique des Hautes études de Paris. Mais d'autres termes techniques, comme « psychiatrie exotique »  et « psychiatrie comparée »  étaient déjà largement employés dans la médecine coloniale.
Lié à l'anti-colonialisme, « l'ethnopsychiatrie » comme bien d’autres disciplines à préfixe « ethno » (ethnobotanique, ethnomathématiques) admet comme prémisses que des peuples n'ayant pas de tradition écrite possèdent tout de même des savoirs. Malgré leur caractère populaire, ces ethnosciences, constituent de vrais savoirs qui, en tant que tels, concernent l'humanité entière. « Ethnopsychiatrie » implique par conséquent que ce que nous nommons « psychiatrie » possède son équivalent dans chaque culture humaine. C’est ainsi que Devereux a pu écrire qu'il n'existait pas de peuple sans « ethnopsychiatrie » — c'est-à-dire de peuple qui ne possède un système de repérage et de prise en charge d'un certain type de négativité. L’ethnopsychiatrie postule que ces ethnosciences, savoirs réels, techniques efficaces, méritent d'être étudiés pour eux-mêmes et non comme des simples coutumes ou traditions archaïques.
Parmi ses nombreux champs de recherche, l'ethnopsychiatrie étudie tous les systèmes nosologiques, à travers les cultures, ainsi que les thérapeutiques qui leur correspondent. Cette étude systématique, à l'écoute des systèmes les plus singuliers, a conduit certains chercheurs à rejeter le privilège ethnocentrique habituellement accordé à la psychiatrie occidentale, alors envisagée, en toute logique, comme une ethnopsychiatrie parmi d'autres.
L'ethnopsychiatrie se heurte cependant aux critiques des tenants de l'universalité de la psychiatrie ou de la psychanalyse, qui affirment la supériorité de ce qu'ils tiennent pour des savoirs scientifiques sur ces savoirs traditionnels.
L'intérêt de l'ethnopsychiatrie pour les systèmes thérapeutiques des autres mondes l'a conduite à développer des analyses fines de types d'intelligibilité ou de causalité populaires tels que : l'infraction d'un tabou, l'envoûtement, l'action des génies, des esprits des morts et bien d'autres entités.

## Ethnopsychiatrie en France
En France, l'histoire de l'ethnopsychiatrie est indissociablement liée à deux noms, celui de l'anthropologue et psychanalyste Georges Devereux, précurseur de l'ethnopsychiatrie contemporaine, et celui de son disciple, Tobie Nathan (1948-), qui a entièrement renouvelé le champ (trans-)disciplinaire de l'ethnopsychiatrie tout en s'éloignant de la conceptualisation psychanalytique.
Ce dernier a créé la première consultation d'ethnopsychiatrie en France, en 1979, au service de psychiatrie de l'enfant et de l'adolescent de l'Hôpital Avicenne (Bobigny), alors dirigé par Serge Lebovici (1915-2000) — consultation dont les principes ont été repris par toutes les autres consultations en France et à l'étranger (Québec, Italie, Belgique, Suisse, Brésil, Israël, Tahiti, Réunion).
T. Nathan a fondé en 1993 le Centre Georges-Devereux, centre universitaire d'aide psychologique aux familles migrantes, au sein de l'UFR Psychologie, pratiques cliniques et sociales de l'Université de Paris VIII – centre qu'il a dirigé de 1993 à 1999. Ce centre est en France le premier lieu universitaire de clinique psychologique au sein d'une UFR ou d'un département de psychologie. Il regroupe dans un même espace une clinique spécifique, des recherches universitaires en psychopathologie et en psychothérapie et la formation des étudiants de troisième cycle.
La consultation d'ethnopsychiatrie, réunissant un groupe de professionnels polyglottes autour d'une famille, a été reprise sous diverses formes par toutes les autres tentatives de clinique ethnopsychiatrique.
Aujourd'hui, dans un monde globalisé, aux migrations multiples et répétées, l'ethnopsychiatrie souligne l'importance d'autres identités telles les groupes d'usagers (Mediagora — groupes de patients souffrant de phobie —, Autisme France — parents d'enfants autistes —, AFTOC — groupes de patients atteints de TOC— etc.)

### Consultation au Centre Georges-Devereux
Une séance d'ethnopsychiatrie se déroule de la manière suivante : autour d'une famille, conduite au centre Georges-Devereux par l'un de ses référents institutionnels (assistante sociale, psychologue, médecin), se réunissent une dizaine de professionnels (en général psychologues cliniciens, mais aussi, médecins, psychiatres, anthropologues, linguistes). Parmi ces professionnels, au moins l'un d'entre eux parle la langue maternelle de la famille et connaît, pour les avoir plus particulièrement étudiées, les habitudes thérapeutiques ayant cours dans l'environnement habituel de la famille. Les autres, souvent spécialistes d'autres régions, sont sensibilisés avant toute chose à l'importance des traditions thérapeutiques locales. Le référent qui a conduit la famille parle d'abord, explique ce qu'il attend de cette consultation, expose ce qui, à son sens, constitue les difficultés, les souffrances — bref, la problématique de la famille.
La consultation d'ethnopsychiatrie est surtout une procédure de traduction, favorisant l'expression dans la langue maternelle.
C'est aussi un dispositif démocratique — la multitude d'intervenants permettant l'expression d'une multiplicité d'interprétations, et pouvant se rapprocher des processus à l'œuvre sous l'arbre à palabres.
Une séance d'ethnopsychiatrie peut durer trois heures ou même davantage ; il est rare qu'elle dure moins de deux heures. Les familles sont reçues gratuitement, deux à trois heures durant ; dix professionnels diplômés s’occupant activement des problèmes qui les affligent.
Les conséquences cliniques d'un tel dispositif sont de briser la répartition habituelle des expertises qui sont en règle générale : au patient la connaissance du développement singulier de son mal, au thérapeute celle de la maladie et des traitements. Dans une séance d'ethnopsychiatrie, au contraire, l'on peut voir se multiplier les statuts d'experts — expert clinique, certes, mais aussi expert de la langue, expert des coutumes, expert des systèmes thérapeutiques locaux de la région du patient, expert des systèmes thérapeutiques d'autres régions, expert de la souffrance singulière.
Mais il s'agit aussi d'une procédure de démystification, entreprenant de démonter (de déconstruire) avec le patient les théories qui ont toujours été à l'origine des propositions thérapeutiques qui lui ont été proposées par le passé.
Plus question d'attribuer une « nature » au patient par un diagnostic puis « d'interpréter » son fonctionnement à partir d'une théorie. Il est ici le partenaire obligé, l'indispensable alter ego d'une recherche entreprise en commun. L'ethnopsychiatrie a pris l'habitude de repenser avec le patient tant sa souffrance singulière — ce que font habituellement, chacune à sa manière, les thérapies par la parole — que les théories qui ont contenu cette souffrance, qui l'ont construite, élaborée.
Généraliser la logique de l'ethnopsychiatrie à tout patient, c'est postuler qu'il est l'interlocuteur privilégié de ce que la théorie du clinicien pense de lui .
La création d'une véritable dynamique de recherche en psychologie clinique devrait s'initier à partir de l'analyse la plus fine possible des techniques réelles des acteurs – qu'ils soient psychiatres, psychologues, travailleurs sociaux, mais aussi guérisseurs, prêtres ou « gourous » et non de la description, toujours arbitraire d'entités hypothétiques telles que… « maladies mentales », « structures psychiques », etc.
De telles recherches, commencent donc par se mettre à l'école des acteurs réels de la « santé psychique » pour ensuite éventuellement remonter vers la théorie de ces techniques avant d'en faire découler les modèles de fonctionnement – et non procéder à l'inverse.
Il a semblé que cette manière de faire était la seule qui n'imposait pas le lit de Procuste des généralisations occidentales à l'infinie diversité de l'étiologie et des techniques thérapeutiques « traditionnelles ».

## Revues d'ethnopsychiatrie
De 1970 à 1982, paraît la Revue d'Ethnopsychologie. Avec Georges Devereux, Tobie Nathan a fondé en 1978 une revue francophone d'ethnopsychiatrie – Ethnopsychiatrica qui a paru de 1978 à 1981. Puis il a fondé en 1983 La Nouvelle Revue d'ethnopsychiatrie qui a livré 36 numéros de 1983 à 1998 – aux éditions de La Pensée sauvage, à Grenoble.
Actuellement, on peut trouver la revue l'Autre , créée par Marie-Rose Moro en 2000.

#### Ouvrages
- Daniel Pierre, Voyager la nuit, interprétation des rêves en ethnopsychiatrie, La pensée sauvage, 2005  (ISBN 978-2859192044)
- Géza Róheim, L'animisme, la magie et le roi divin, Paris, Payot, 2000.
- Georges Devereux, Essais d'ethnopsychiatrie générale Paris, Gallimard, 1971.
- Tobie Nathan La folie des autres. Paris, Dunod 1986
- Tobie Nathan et Isabelle Stengers, Médecins et sorciers, Les Empêcheurs de penser en rond, 1995
- Rébeca Grinberg, Leon Grinberg : Psychanalyse du migrant et de l'exilé, Ed.: Cesura, 1987 ,  (ISBN 2905709022)
- Philippe Carrer : L'envers du décor - Ethnopsychiatrie en Bretagne et autres terres celtes
- Nathalie Zajde : Enfants de survivants, 1993, réédition, Paris, Ed. Odile Jacob, 2005 — 218 pages.
- Françoise Sironi : Bourreaux et victimes. Psychologie de la torture. Paris, Odile Jacob, 1999.
- : Psychopathologie des violences collectives. Paris, Odile Jacob 2007
- : Psychologie(s) des transsexuels et des transgenres.  Paris, Odile Jacob, 2011
- Marie Rose Moro : Enfants d'ici venus d'ailleurs (Hachette, 2000)
- Catherine Grandsard : Juifs d'un côté. Portraits de descendants de mariages mixtes entre juifs et chrétiens. Paris, Le Seuil/ Les empêcheurs de penser en rond, 2005.
- Alhssane Chérif : L'Importance de la Parole chez les Manding de Guinée (Éditions L'Harmattan 2005)
- François Laplantine : L'Ethnopsychiatrie, Presses universitaires de France, coll. « Que sais-je ? » no 2384, Paris, 1988
- François Laplantine : Ethnopsychiatrie psychanalytique[5], éditions Beauchesne, coll. « Prétentaine », Paris, 2007
- (en) Atwood D. Gaines, Ethnopsychiatry, The cultural construction of professionnel and folk psychiatries, State university of New york Press, 1992
- Henri Ellenberger, Ethno-psychiatrie (E. Delille[6] éd.), Lyon, ENS-Éditions, 2017.

#### Revues
- Ethnopsychiatrica, dirigée par Georges Devereux (1978-1981, 5 numéros publiés dont un double).
- Nouvelle Revue d'Ethnopsychiatrie dirigée par Tobie Nathan (1983-1999, 32 numéros publiés dont 4 doubles)
- Ethnopsy / Les mondes contemporains de la guérison, dirigée par Tobie Nathan (1999-2005, 5 numéros).
- L'autre, Cliniques, Cultures et Sociétés dirigée par Marie Rose Moro (depuis 2000)

- Transcultural Psychiatry